# Цилиндрическая панорама
Цилиндрическая панорама — вид панорамной фотографии. Цилиндрическая панорама характеризуется углом обзора 360 градусов по горизонтали и углом обзора менее 360 градусов по вертикали. Иначе говоря, цилиндрическая панорама — это вариант сферической панорамы, лишенный зенита и надира (изображений высшей и низшей точек обзора). За счет отсутствия зенита и надира цилиндрическую панораму создать проще, однако она дает меньший эффект погружения.
Как и сферические панорамы, цилиндрическая панорама редко демонстрируется напечатанной на бумаге. Чаще её просматривают на экране компьютера или иного устройства в виде интерактивного Flash-приложения. Но, в отличие от сферической панорамы, зритель не может посмотреть «вверх» и «вниз», он может перемещать свой взгляд только по горизонтали.